# Defense of Marriage Act
Lire en ligne

Texte en anglais

Le Defense of Marriage Act, ou DOMA, soit la « loi de Défense du mariage », est une loi fédérale américaine qui limite les droits conjugaux et la reconnaissance de l'union maritale entre deux personnes au niveau national aux seuls couples hétérosexuels. 
La loi, votée à une large majorité par les deux chambres du Congrès dans le courant de l'année 1996, est promulguée par le président Bill Clinton le 21 septembre de la même année. 
Elle sera en partie invalidée en 2013. 
Le troisième chapitre de la loi, (désormais inconstitutionnel), est intitulé « Definition of marriage ». Il rend explicite la non-reconnaissance du mariage entre personnes de même sexe au niveau fédéral. Il définit le mariage comme l'union d'un homme et d'une femme. 
Cette loi vient de la volonté de ne pas voir se diffuser la décision de la Cour suprême d'Hawaï en 1993 qui reconnaissait aux couples de même sexe que la constitution de cet État ne permettait pas une telle discrimination (décision Baehr v. Miike en 1993).
La loi a été l'objet de plusieurs tentatives d'abrogation et de réforme. Le président Clinton lui-même est l'un des défenseurs du Respect for Marriage Act (en), visant à abroger la loi et rendre légal le mariage entre personnes de même sexe. En 2011, l'administration Obama déclare inconstitutionnel le troisième chapitre de la loi.
Le 26 juin 2013, la Cour suprême des États-Unis déclare que la Section 3 du DOMA est inconstitutionnelle, estimant que cette section est contraire aux libertés protégées par le Cinquième Amendement.
Le 13 décembre 2022, le président Joe Biden promulgue la loi Respect for Marriage Act (en), abrogeant la loi "Defense of Marriage Act" de 1996.